# Surry County, North Carolina
Surry County är ett administrativt område i delstaten North Carolina, USA, med 73 673 invånare.  Den administrativa huvudorten (county seat) är Dobson.

## Geografi
Enligt United States Census Bureau har countyt en total area på 1 393 km². 1 390 km² av den arean är land och 3 km² är vatten.

### Angränsande countyn
- Carroll County, Virginia - norr
- Patrick County, Virginia - nordöst
- Stokes County, North Carolina - öst
- Forsyth County, North Carolina - sydöst
- Yadkin County - syd
- Wilkes County, North Carolina - sydväst
- Alleghany County, North Carolina - nordväst
- Grayson County, Virginia - nord-nordväst